# Lista de municípios de Sinaloa
O estado mexicano de Sinaloa se divide para sua administração nos 18 municípios seguintes:
|             |                   |                      |
| Clave INEGI | Município         | Cabeceira Municipal  |
| 001         | Ahome             | Los Mochis           |
| 002         | Angostura         | Angostura            |
| 003         | Badiraguato       | Badiraguato          |
| 004         | Concordia         | Concordia            |
| 005         | Cosalá            | Cosalá               |
| 006         | Culiacán          | Culiacán Rosales     |
| 007         | Choix             | Choix                |
| 008         | Elota             | La Cruz de Elota     |
| 009         | Escuinapa         | Escuinapa de Hidalgo |
| 010         | El Fuerte         | El Fuerte            |
| 011         | Guasave           | Guasave              |
| 012         | Mazatlán          | Mazatlán             |
| 013         | Mocorito          | Mocorito             |
| 014         | Rosario           | El Rosario           |
| 015         | Salvador Alvarado | Guamúchil            |
| 016         | San Ignacio       | San Ignacio          |
| 017         | Sinaloa           | Sinaloa de Leyva     |
| 018         | Navolato          | Navolato             |